# Vida depois da Vida
Vida Depois da Vida: A Investigação do Fenómeno de Sobrevivência à Morte Corporal é um dos três livros sobre experiência de quase-morte escritos pelo Dr. Raymond Moody.
O livro, best-seller amplamente conhecido nos Estados Unidos da América, deu origem ao filme homónimo Vida Depois da Vida pelo qual Raymond Moody recebeu uma medalha de bronze na categoria "Relações Humanas" no Festival de cinema de Nova Iorque.
É responsável pelo surgimento do interesse popular em experiência de quase-morte e até 2004 já havia vendido mais de 13 milhões de cópias.
A partir do estudo descrito no livro, e com o auxílio dos depoimentos de cerca de 150 pessoas que sofreram de morte clínica ou aos quais havia sido diagnosticado que tinham quase morrido, Moody concluiu que existiam nove experiências comuns à maioria das pessoas que passaram pela EQM, tais como:
1. Ouvir um zumbido nos ouvidos;
2. Um sentimento de paz e ausência de dor;
3. Ter uma experiência fora do corpo;
4. Sentir-se a viajar dentro de um túnel;
5. Sentir-se a subir "pelos céus";
6. Ver pessoas, principalmente familiares já falecidos;
7. Encontrar seres espirituais, por vezes identificados como sendo Deus;
8. Ver uma revisão do decurso da própria vida, desde o nascimento até à morte;
9. Sentir uma enorme relutância em regresso à vida.